# Master of the Moon
Master of the Moon je desáté a poslední studiové album americké heavy metalové skupiny Dio, vydané 7. září 2004 u Sanctuary Records.

## Seznam skladeb
| Pořadí         | Název                     | Autor                      | Délka |
| -------------- | ------------------------- | -------------------------- | ----- |
| 1.             | One More for the Road     | Dio, Goldy                 | 3:18  |
| 2.             | Master of the Moon        | Dio, Goldy                 | 4:19  |
| 3.             | End of the World          | Dio, Goldy                 | 4:39  |
| 4.             | Shivers                   | Dio, Goldy                 | 4:15  |
| 5.             | The Man Who Would Be King | Dio, Goldy                 | 4:58  |
| 6.             | The Eyes                  | Dio, Goldy                 | 6:27  |
| 7.             | Living the Lie            | Dio, Goldy, Wright         | 4:25  |
| 8.             | I Am                      | Dio, Goldy                 | 5:00  |
| 9.             | Death by Love             | Dio, Goldy, Wright, Garric | 4:21  |
| 10.            | In Dreams                 | Dio, Goldy                 | 4:26  |
| Celková délka: | Celková délka:            | Celková délka:             | 46:07 |

## Sestava
- Ronnie James Dio – zpěv
- Craig Goldy – kytara, klávesy
- Jeff Pilson – baskytara
- Simon Wright – bicí
- Scott Warren – klávesy